# Kömpöc
Kömpöc este un sat în districtul Kiskunmajsa, județul Bács-Kiskun, Ungaria, având o populație de 727 de locuitori (2011). 

## Demografie
Componența etnică a satului Kömpöc
     Maghiari (96,46%)
     Romi (1,54%)
     Germani (1,38%)
     Necunoscut (0,62%)
     Alții (0,62%)
Componența confesională a satului Kömpöc
     Romano-catolici (80,19%)
     Reformați (2,48%)
     Fără religie (2,06%)
     Necunoscută (15,27%)
Conform recensământului din 2011, satul Kömpöc avea 727 de locuitori. Din punct de vedere etnic, majoritatea locuitorilor (96,46%) erau maghiari, existând și minorități de romi (1,54%) și germani (1,38%). Apartenența etnică nu este cunoscută în cazul a 0,62% din locuitori.  Din punct de vedere confesional, majoritatea locuitorilor (80,19%) erau romano-catolici, existând și minorități de reformați (2,48%) și persoane fără religie (2,06%). Pentru 15,27% din locuitori nu este cunoscută apartenența confesională.